# Lago Rudnickie Grande

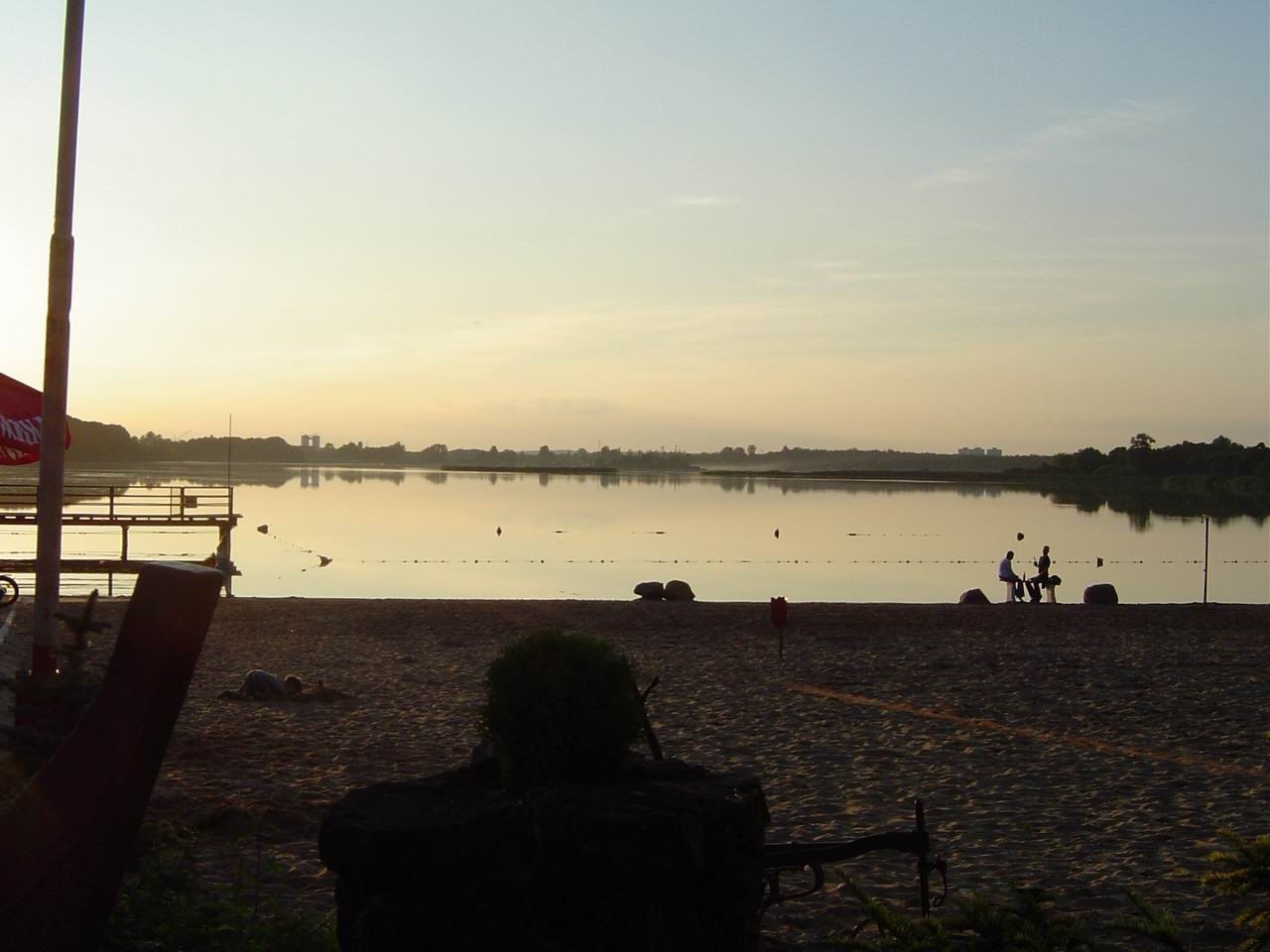
Vista para o lago da Praia Pública

Lago Rudnickie Grande – o lago de fluxo que fica nos limites da cidade Grudziądz, abrange 177,7 ha, tem a profundidade máxima do 11,5 m e a superfície da água fica 22,6 m acima do nível do mar. No lago fica uma ilha de 0,7 ha do terreno. A cobertura do gelo nos anos 1960-1970 ficava na média por 130 dias. Em 1982 foi postas, no fundo do lago, 2 tubagens: do cumprimento de 312 m e 565 m, em 16 de Setembro de 1990 foi posta a terceira tubagem do cumprimento 360 m - com o objetivo de descarga, ao rio Rudniczka, as águas do fundo sem oxigênio férteis demais. (Ver Experimento de Kortowo).
Os arredores do lago convidem a uma recreação e descanso ativo. Apesar disso, nas margens do lago ficam muitos aldeamentos turísticos, aluguel de equipamento desportivo e turístico, pontos da pequena gastronomia e campismo, praias, abrigos de remo e centros de vela. Em volta do lago estendem-se bosques. Eis o lugar visitado com prazer por habitantes de Grudziądz e outros, durante do Verão e outros estações do ano.  